# Reinhard Johannes Sorge
Reinhard Johannes Sorge (Berlim, 29 de Janeiro de 1892 - Abalincourt, 20 de julho de 1916) foi um escritor alemão. As suas composições póéticas tiveram influência de Nietzsche, sendo também relacionadas ao Expressionismo.
Depois da se ter tornado católico, em 1913, preferiu a temática religiosa, tendo fortes marcas antinaturalistas e místicas. O seu drama Der Bettler (1912) é considerado pelos críticos como o precursor do drama expressionista. Morreu em combate, no decorrer da I Grande Guerra. Outras suas obras conhecidas foram os dramas Guntwar (1914) e Metanoeite (1915) e os poemas Nacgelassene Gedichte (1925), obras póstumas.